# Sex on Fire
Sex on Fire è un brano musicale dei Kings of Leon, pubblicato il 5 settembre 2008 come primo singolo estratto dall'album Only by the Night.
Il singolo si è aggiudicato subito il primato di traccia più scaricata legalmente nella storia del Regno Unito, togliendo questo primato a Bleeding Love di Leona Lewis. A gennaio del 2011 ha toccato le 118 settimane nella UK 100 Singles.
Nel febbraio 2012 il ritornello è stato decretato come il quarto più "esplosivo" di tutti i tempi dalla rivista NME.
Il video del brano è stato diretto da Sophie Muller. Il singolo è inoltre presente nella tracklist di Guitar Hero 5.
La canzone è stata usata in Italia come colonna sonora dello spot Mediaset Poker Room.

## Tracce
1. Sex on Fire
2. Knocked Up (Live)

## Classifiche

### Classifiche di fine anno
| Classifica (2022) | Posizione |
| ----------------- | --------- |
| Australia         | 87        |
| Classifica (2023) | Posizione |
| Australia         | 86        |
| Regno Unito       | 100       |
| Classifica (2024) | Posizione |
| Australia         | 63        |
| Regno Unito       | 70        |